# Граф Стэр
Граф Стэр (англ. Earl of Stair) — наследственный титул в системе Пэрства Шотландии.

## История
Титул графа Стэра был создан в 1703 году для юриста и государственного деятеля Джона Далримпла, 2-го виконта Стэра (1648—1707). Он активно поддерживал короля Вильгельма III Оранского в борьбе за английский трон и занимал пост государственного секретаря по делам Шотландии (1691—1695). Тем не менее, он вынужден был уйти в отставку после того, как он санкционировал резню в Гленко в 1692 году. Вместе с титулом графа Стэра Джон Далримпл получил титулы лорда Ньюлистона, Гленлуса и Странраера, и виконта Далримпла (пэрство Шотландии). Его отец Джеймс Далримпл (1619 −1695) был крупным юристом и служил в качестве лорда председателя сессионного суда (1671—1681, 1689—1695). В 1664 году для него был создан титул баронета из Стэра в графстве Эр. В 1690 году он получил титул пэра Шотландии, став лордом Гленлусом и Странраером, и виконтом Стэром.
1-му графу в 1707 году наследовал его старший сын, Джон Далримпл, 2-й граф Стэр (1673—1747). Он был крупным военным, участвовал в Войне за испанское наследство, а в 1744 году получил пост главнокомандующего английской армией. В 1714—1720 годах — посол Великобритании во Франции. В 1707 году Джон Далримпл, 2-й граф Стэр, не имевший детей, получил королевское разрешение на назначения своего преемника по собственному желанию из мужских потомком 1-го виконта Стэра. В 1747 году, незадолго до своей смерти он назначил своим преемником племянника Джона Далримпла (ум. 1789), второго сына Джорджа Далримпла (ум. 1745). Это произошло потому, что его другой брат, достопочтенный Уильям Далримпл (ум. 1744), предполагаемый наследник титула в 1707—1744 годах, был женат на Пенелопе Крайтон, 4-й графини Дамфрис (ум. 1742), имевший титул пэра. Палата лордов в 1748 году приняла решение в пользу Джеймса Далримпла (ум. 1760), второго сына вышеупомянутого полковника Уильяма Далримпла и графини Дамфриз. Но еще в 1747 году Джеймс Далримпл унаследовал графский титул после смерти своего дядя, 2-го графа Стэра.
3-й граф Стэр был бездетным, и ему наследовал его старший брат, Уильям Далримпл-Крайтон, 4-й граф Стэр (1699—1768), который после смерти матери в 1742 году унаследовал титул 5-го графа Даммфриза. Он также был бездетным и после его смерти в 1769 году два графства были разделены. Титул графа Дамфриза получил его племянник Патрик Макдонелл-Крайтон, 6-й граф Дамфриз (1726—1803). Титул графа Стэра и его дополнительные титулы перешли к его кузену, вышеупомянутому Джону Далримплу, 5-му графу Стэру (1720—1789), который еще в 1747 году был назначен своим дядей наследником графского титула. Его преемником стал его старший сын, Джон Далримпл, 6-й граф Стэр (1749—1821). Он заседал в Палате лордов в качестве одного из шотландских пэров-представителей (1793—1807, 1820—1821), а также являлся послом в Польше (1782—1785) и Пруссии (1785—1788).
6-й граф Стэр скончался бездетным, и ему наследовал его двоюродный брат, Джон Уильям Генри Далримпл, 7-й граф Стэр (1784—1840). Он был сыном генерала Уильяма Далримпла (ум. 1807) и правнуком 1-го графа Стэра. Он не имел мужского потомства, и графский титул перешел к его дальнему родственнику, сэру Джону Гамильтону Далримплу, 5-му баронету из Киллока (1771—1853), который стал 8-м графом Стэром в 1840 году. Лорд Стэр был генералом британской армии и заседал в Палате общин Великобритании от Мидлотиана (1832—1835). В 1841 году для него был создан титул барона Оксенфурда из Коусленда в графстве Эдинбург (Пэрство Соединённого королевства), который давал ему и его потомкам автоматическое место в Палате лордов. Титул барона Оксенфурда происходил от принадлежавшему ему замка Оксенфурд (ранее им владела семья его жены, Макгиллы, носившие титул виконтов Оксфурд). Ему наследовал его младший брат, Норт Гамильтон Далримпл, 9-й граф Стэр (1776—1864).
Его сын, Джон Гамильтон Далримпл, 10-й граф Стэр (1819—1903), представлял в Палате общин округ Уигтоншир (1841—1856), а также являлся лордом-лейтенантом графств Уигтоншир (1851—1903) и Эршира (1870—1897). Его внук, Джон Далримпл, 12-й граф Стэр (1879—1961), также заседал от консервативной партии в Палате общин от округа Уигтоншир (1906—1914) и являлся лордом-лейтенантом графства Уигтоншир (1935—1961). Ему наследовал его старший сын, Джон Далримпл, 13-й граф Стэр (1906—1996). Он также занимал пост лорда-лейтенанта графства Уигнотшир (1961—1983).
По состоянию на 2007 год, обладателем графского титула являлся его старший сын, Джон Дэвид Джеймс Далримпл, 14-й граф Стэр (род. 1961), сменивший своего отца в 1996 году. В мае 2008 года 14-й граф Стэр был избран в качестве наследственного пэра в Палату лордов после смерти Давины Инграмс, 18-й баронессы Дарси.
Титул баронета Далримпла из Киллока был создан в 1698 году для Джеймса Далримпла (ум. 1719), второго сына 1-го виконта Стэра. Его правнук, Джон Далримпл Гамильтон Макгилл, 4-й баронет (1726—1810) был бароном суда казначейства в Шотландии. Он женился на своей кузине Элизабет Макгилл, наследнице и представительнице Макгиллов, виконтов Оксфурд. Их сын, вышеупомянутый Джон Гамильтон Далримпл, 5-й баронет, стал преемником своего родственника в качестве 8-го графа Стэра в 1840 году.
Другим членом семьи Далримпл был Хью Далримпл (1652—1737), третий сын 1-го виконта Стэра. Он занимал должность лорда председателя сессионного суда в качестве лорда Норт-Бервика (1698—1737). В 1697 году для него был создан титул баронета из Норт-Бервика в графстве Хаддингтон. Его второй сын Хью Далримпл был прадедом Роберта Далримпла-Хорна-Эльфинстоуна (1766—1848), который в 1828 году получил титул баронета из Хорна и Логи Эльфистоуна в графстве Абердин.
Титул графа Стэра происходит от деревушки Стэр в Ист-Эршире, прародины семьи Далримпл, которые здесь поселились в XII веке.
Графы Стэр являются наследственными вождями шотландского клана Далримпл.
Родовое гнездо — замок Лохинх в окрестностях Странрара в графстве Уигнотшир (Шотландия).

## Виконты Стэр (1690)
- 1690—1695: Джеймс Далримпл, 1-й виконт Стэр (май 1619 — 29 ноября 1695), старший сын Джеймса Далримпла из Стэра (ум. 1625)
- 1695—1707: Джон Далримпл, 2-й виконт Стэр (1648 — 8 января), старший сын предыдущего, с 1703 года — граф Стэр.

## Графы Стэр (1703)
- 1703—1707: Джон Далримпл, 1-й граф Стэр (1648 — 8 января 1707), старший сын 2-го виконта Стэра
- 1707—1747: Джон Далримпл, 2-й граф Стэр (20 июля 1679 — 9 мая 1747), старший сын предыдущего
- 1747—1760: Джеймс Далримпл, 3-й граф Стэр (умер 13 ноября 1760), младший сын полковника Уильяма Далримпла (ум. 1744), племянник предыдущего
- 1760—1769: Уильям Далримпл-Крайтон, 5-й граф Дамфрис и 4-й граф Стэр (1699 — 27 июля 1769), старший брат предыдущего
- 1769—1789: Джон Далримпл, граф 5-й Стэр (1720 — 13 октября 1789), старший сын достопочтенного Джорджа Далримпла (ум. 1745), внук 1-го графа Стэра
- 1789—1821: Джон Далримпл, граф 6-й Стэр (1749 — 1 июня 1821), старший сын предыдущего
- 1821—1840: Джон Генри Уильям Далримпл, 7-й граф Стэр (16 ноября 1784 — 22 марта 1840), сын предыдущего
- 1840—1853: Джон Гамильтон Далримпл, 8-й граф Стэр (14 июня 1771 — 10 января 1853), также 5-й баронет (1810—1853), старший сын сэра Джона Далримпла, 4-го баронета (1726—1810)
- 1853—1864: Норт Гамильтон Далримпл, 9-й граф Стэр (1776 — 9 ноября 1864), младший брат предыдущего
- 1864—1903: Джон Гамильтон Далримпл, 10-й граф Стэр (1 апреля 1819 — 3 декабря 1903), старший сын предыдущего
- 1903—1914: Джон Хью Норт Густав Генри Гамильтон Далримпл, 11-й граф Стэр (12 июня 1848 — 2 декабря 1914), старший сын предыдущего
- 1914—1961: Джон Джеймс Далримпл, 12-й граф Стэр (1 февраля 1879 — 4 ноября 1961), единственный сын предыдущего
- 1961—1996: Джон Эймер Далримпл, граф 13-й Стэр (9 октября 1906 — 1 марта 1996), старший сын предыдущего
- 1996 — настоящее время: Джон Дэвид Джеймс Далримпл, 14-й граф Стэр (род. 4 сентября 1961), старший сын предыдущего
  - Наследник: Джон Томас Джеймс Далримпл, виконт Далримпл (род. 3 января 2008), единственный сын предыдущего.